# فرانكو بليزوتي
فرانكو بليزوتي (بالإيطالية: Franco Pellizotti)‏ مواليد 15 يناير 1978 في إيطاليا، هو دراج إيطالي في صنف سباق الدراجات على الطريق. شارك في دورة الألعاب الأولمبية الصيفية.

## سجل النتائج

### سباقات أو مراحل فاز بها
- طواف إيطاليا

### المراكز
- حقق المركز الـ 8 في طواف إيطاليا 2003
- حقق المركز الـ 8 في طواف إيطاليا 2006
- حقق المركز الـ 9 في طواف إيطاليا 2007
- حقق المركز الـ 3 في طواف بولندا 2008
- حقق المركز الـ 4 في طواف إيطاليا 2008
- حقق المركز الـ 3 في طواف إيطاليا 2009
- حقق المركز الـ 37 في سباق طواف فرنسا 2009

## روابط خارجية
- فرانكو بليزوتي على موقع الاتحاد الدولي للدراجات (الإنجليزية)
- فرانكو بليزوتي على موقع أرشيف الدراجات (الإنجليزية)
- فرانكو بليزوتي على موقع إحصائيات الدراجات الإحترافية (الإنجليزية)
- فرانكو بليزوتي على موقع نسبة الدراجات (الإنجليزية)
- فرانكو بليزوتي على موقع CycleBase (الإنجليزية)
- فرانكو بليزوتي على موقع أوليمبيديا (الإنجليزية)